# Analemma
|  | Denne artikel vedrører det astronomiske begreb. For bogen Analemma af Ptolemæus, se Analemma (Ptolemaæus). |
Et analemma (latinsk udgave af et græsk ord, som betegner soklen på et solur) er en kurve, som viser et himmellegemes (sædvanligvis Solens) vinkelafvigelse fra dets "gennemsnitlige position" på himlen, når dette ses fra en anden klode og relativt til dennes himmelækvator. Således kan der tegnes et analemma ved at plotte Solens position på himlen set på samme tidspunkt hver dag i et helt år fra et fast sted på Jorden. Det skyldes, at Jordens gennemsnitlige soldag næsten præcis er 24 timer. Den resulterende figur har form som et ottetal og ses ofte indtegnet på globusser. Det er muligt, men en stor udfordring, at "fotografere" dette analemma ved at montere et kamera på en fast position og tage billeder med faste mellemrum (f.eks. samme tid hver dag eller hver uge).
Et analemmas størrelse og form er afhængigt af tre parametre: aksehældningen, omløbsbanens excentricitet, og vinklen mellem banens storakse og solhvervslinjen. Havde Jorden helt cirkulært omløb og ingen aksehældning, ville Solen befinde sig samme sted på himlen på samme tidspunkt hver dag, og analemmaet ville være et punkt. Hvis banen var cirkulær men aksehældningen den aktuelle, ville analemmaet være en ottetalsfigur, hvor den øvre og nedre løkke havde samme størrelse. Hvis endelig Jorden havde sin nuværende excentricitet men ingen aksehældning, ville analemmaet være en lige øst-vestlig linje langs ækvator.
Den lodrette (vertikale) komponent i analemmaet (på en globus eller i et kort) er Solens deklination, dvs. hvor langt nord eller syd for ækvator en betragter ser Solen direkte lodret over sig. Den vandrette (horisontale) komponent er tidens ligning, som udtrykker forskellen mellem soltid og gennemsnitlig lokaltid. Det kan tolkes som udtryk for, hvor "hurtig" eller "langsom" Solen er i forhold til den tid, som vises af et ur.
Et analemma, som også indeholder et billede af en total solformørkelse, kaldes et tutulemma — et udtryk som fotografer har skabt med udgangspunkt i det tyrkiske ord for formørkelse.
I læren om solure, gnomonikken, betegner analemma en af Vitruv angivet opskrift på konstruktion af sådanne ure.

## Jordens analemma
På grund af jordaksens hældning (på 23,439°) og Jordens elliptiske omløbsbane om Solen befinder Solen sig ikke samme sted på himlen over horisonten, når den betragtes på samme tidspunkt hver dag. Afhængigt af betragterens geografiske bredde vil den tegne en løkke med forskellig vinkel.
Figuren til venstre er et eksempel på et analemma, som er set fra den nordlige halvkugle, nemlig Solens position klokken 12:00 ved Royal Observatory i Greenwich, England (på bredden 51,4791° N, længde 0°) i året 2006. Den horisontale akse er azimutvinklen i grader (hvor 180° er retning syd). Den vertikale akse er højden i grader over horisonten. Første dag i hver måned er vist i sort og solhverv og jævndøgn i grønt. Det set, at jævndøgnene optræder ved en højde på φ = 90° − 51,4791° = 38,5209°, mens solhverv optræder ved højden φ ± ε, hvor ε er Jordens aksehældning. Analemmaet er tegnet med overdrivelse af dets bredde, så dets let asymmetriske form fremgår. Den skyldes, at der er en forskel på to uger mellem Jordens passage af banens apsis og de tilsvarende solhverv.
På Jordens nordlige halvkugle er analemmaet orienteret, så dets lille løkke er højest på himlen og den største tilsvarende lavest. Denne orientering er omvendt på den sydlige halvkugle. På ækvator ligger analemmaet horisontalt med den lille løkke mod nord og den større mod syd.

## Andre analemmaer
Som vist danner analemmaet en ottetals-figur på Jorden, men på andre himmellegemer i solsystemet optræder der også andre former på grund af samspillet mellem klodens rotationsakse og kredsløbets elliptiske form.
Herunder betegner "dag" og "år" til henholdsvis synodisk dag og siderisk år for det enkelte himmellegeme:
- Merkur: Eftersom dagens længde på denne planet er nøjagtigt to år på grund af tidevandslåsning), vil metoden med at markere Solens position på samme tid hver dag kun give et enkelt punkt. Tidens ligning kan imidlertid stadig beregnes for ethvert tidspunkt af året, så der kan tegnes et analemma med denne information. Det giver et analemma, som er en næsten helt lige linje i øst-vestlig retning.
- Venus: Der er lidt mindre end to dage pr. år, så det vil tage adskillige år at danne et komplet analemma ved den sædvanlige metode. Kurven er en ellipse.
- Mars: Dråbeform
- Jupiter: Ellipse
- Saturn: Teknisk set et ottetal, men den nordlige løkke er så lille, at analemmaet snarere har dråbeform.
- Uranus: Ottetal
- Neptun: Ottetal
- Pluto: Ottetal